# Dinastia sallaride
La dinastia sallaride (nota anche come i musafíridi o langaridi) è stata una dinastia islamica conosciuta principalmente per il suo governo dell'Azerbaigian iraniano e di parte dell'Armenia dal 942 al 979. Regnò in un periodo storico che è stato chiamato Intermezzo iraniano, un periodo che vide la crescita di dinastie native iraniche tra il IX e l'XI secolo.

## Primi anni
I sallaridi erano dailamiti che, probabilmente alla fine del IX secolo, avevano ottenuto il controllo di Shamiran, una piazzaforte di montagna localizzata a quaranta chilometri a nord di Zanyán. Da Shamiran stabilirono il loro governo sulla regione che circondava, Tarom. Stabilirono anche legami matrimoniali con la vicina dinastia yustanide di Rudbar.

### Muhammad ibn Musafir
Agli inizi del X secolo il sallarida che controllava Shamiran era Muhammad ibn Musafir. Sposò una yustanide e successivamente venne coinvolto negli affari interni del suo paese. Il suo duro governo, tuttavia, alla fine gli mise contro anche la sua famiglia, e nel 941 fu imprigionato dai suoi figli Wahsudan e Marzuban.

## Azerbaigian sotto i sallaridi

### Marzuban ibn Muhammad
Wahsudan rimase a Shamiran mentre Marzuban invase l'Azerbaigian e spodestò il suo governante, Daisam. Marzuban prese Dvin e resistette con successo agli attacchi dei Rus' e degli hamdanidi di Mosul. Ciò nonostante, venne catturato in una guerra con il búyida Rukn a il-Daula e il controllo dell'Azerbaigian divenne oggetto di controversia tra Muhammad ibn Musafir, Wahsudan, i buyídi e Daisam. Alla fine, Marzuban ristabilì il controllo sull'Azerbaigian e stipulò una pace con Rukn a il-Daula, sposando sua figlia e governò fino alla sua morte, nel 957.

### I successori di Marzuban
Marzuban aveva nominato successore suo fratello Wahsudan, ma quando giunse in Azerbaigian, gli fu rifiutato il possesso del governo che venne dato a Justan, il figlio di Maruban. Incapace di imporre il suo potere nella provincia, Wahustan fece ritornato a Tarom; Justan venne riconosciuto come governante dell'Azerbaigian, e suo fratello Ibrahim divenne governatore di Dvin. Sembra che Justan fosse particolarmente interessato al suo harem, un fatto che indusse alcuni dei suoi sostenitori a ritirarsi, sebbene lui e Ibrahim avessero represso con successo una rivolta di un nipote del califfo al-Muqtafi nel 960.
Poco dopo Justan e un altro fratello, Nasir, si recarono a Tarom, dove vennero imprigionati a tradimento da Wahsudan, che aveva inviato suo figlio Ismael a controllare l'Azerbaigian. Ibrahim costituì un esercito in Armenia per opporsi ad Ismael, e Wahsudan fece uccidere Justan, sua madre e Nasir. Ibrahim venne espulso dall'Azerbaigiann da Ismael, ma conservò il suo dominio sull'Armenia.
Ismael morì nel 962, ed Ibrahim occupò l'Azerbaigian. Invase Tarom e costrinse Wahsudan a fuggire a Dailaman. Nel 966 Ibrahim venne sconfitto da un esercito di Wahsudan e i suoi soldati lo abbandonarono. Si rifugiò da suo cognato, il Buyi Rukn al-Daula, mentre Wahsudan inviò suo figlio Nuh in Azerbaigian. Rukn al-Daula inviò un esercito, al comando del suo visir, per reintegrare Ibrahim in Azerbaigian e Wahsudan fu espulso da Tarom per un po' di tempo. Nel 967, tuttavia, inviò di nuovo un esercito, che bruciò Ardabil prima che Ibrahim concludesse una pace con suo zio, dandogli parte dell'Azerbaigian. Nel 968 riaffermò l'autorità dei Sallaridi su Shirvan costringendoli a pagargli un tributo. 
L'autorità di Ibrahim cominciò a declinare nell'ultima parte del suo governo. Nel 971 i shaddadida presero Ganja, e Ibrahim fu costretto a riconoscere il loro governo in quella città. Intorno al 979 venne deposto e imprigionato e morì nel 983. La sua deposizione segnò la fine dei sallaridi quando i rawádidi di Tabriz invasero gran parte della provincia. Un nipote di Wahsudan, di nome Marzuban ibn Isma'il, conservò una piccola porzione di Azerbaigian fino al 984 quando venne catturato dai rawádidi. Suo figlio Ibrahim fuggì a Tarom e successivamente riuscì a restaurare il governo dei salaridi fino a quando non fu cacciato dai buyída.
A Dvin, nel frattempo, un figlio di Ibrahim b. Marzuban b. Muhammad, Abu'l-Hajja', aveva assunto il potere; nel 982 o 983, fu persuaso dal Re di Kars a invadere il territorio del re bagratide Smbat II. Qualche tempo dopo, Abu'l-Hajja' guidò una spedizione contro Abu Dulaf al-Shaibani, il governatore di Golthn e Nakhichevan, ma fu sconfitto e perse Dvin. Viaggiò attraverso la Georgia e l'Armenia e rese visita all'imperatore bizantino Basilio II. Nel 989 o 990 Smbat II gli diede un esercito per riconquistare Dvin, ma in seguito gli ritirò il suo sostegno. Col tempo Abu'l-Hajja' incontrò la sua fine per mano dei suoi servi, che lo strangolarono.

## Tarom sotto gli ultimi sallaridi
Dopo la morte di Wahsuda (dopo il 967), suo figlio Nuh gli succedette a Shamiran, ma morì prima del 989; in quello stesso anno il buyída Fakhr a il-Daula sposò la sua vedova e dopo divorziò, ma essendosi assicurato Shamiran con il matrimonio. Il figlio giovane di Nuh, Justan, venne portato a Ray.
Nel 997, dopo la morte di Fakhr a il-Daula, Ibrahim b. Marzuban b. Isma'il sfruttò la debolezza del suo successore per prendere il controllo di Shamiran, Zanyán, Abhar e Suharavard. Quando il gaznávida Mahmud di Gazni conquistò Ray, nel 1029, inviò un esercito a conquistare i territori di Ibrahim, ma fallì nell'intento. Ibrahim prese Qazvin ai gaznavídi e sconfisse il figlio di Mahmud, Ma'ud, in battaglia. Ma'ud riuscì a corrompere alcuni soldati di Ibrahim allo scopo di catturarlo. Il figlio di Ibrahim rifiutò di consegnare il potere di Sarjahan ma fu costretto a pagare un tributo. Nel 1036 i sallaridi erano tornati a Shamiran. 
Intorno a 1043 il sultano selgiucide Tugrïl Beg ricevette la sottomissione del salar di Tarom, che devenne suo vasallo e sottoposto a tributo. Questo sallaride potrebbe essere stato Justan ibn Ibrahim, che era stato nominato governante di Tarom nel 1046. Nel 1062 Toghril si recò a Shamiran e di nuovo ricevette il tributo dal suo governante, Musafir. Egli è l'ultimo sallarida conosciuto; è probabile che la dinastia sia stata poco dopo sterminata dai Nizariti di Alamūt, che smantellarono il potere di Shamiran.